# Maio Negro
Maio Negro é a expressão que designa o período do mês de maio de 1943, durante a Batalha do Atlântico, na Segunda Guerra Mundial, quando os navios U-Bootwaffe (UBW) da Alemanha Nazista sofreram grandes perdas na sua tripulação, após as tropas Aliadas desenvolverem um novo sistema de radar. 
A ocasião ficou conhecida por ser o ponto chave para a virada dos Aliados para a vitória no Atlântico.